# 喬安 (女神卡卡歌曲)
《喬安》（英語：Joanne），又稱《喬安 (你想你要去何方?)》（英語：Joanne (Where Do You Think You're Goin'?)），是美國歌手女神卡卡演唱的一首歌曲，出自其第五張專輯《喬安》。這首歌曲于2017年12月22日作為專輯在意大利的第三支單曲發行，並于2018年1月26日以鋼琴版本發行至全球。歌曲由女神卡卡和馬克·朗森共同創作和製作，而BloodPop也參與製作。《喬安》受到了逝去阿姨喬安·潔曼諾塔的影響，同時成為整張專輯創作方向的中心點。卡卡希望這首歌曲可以療愈那些遭遇失去的人。
《喬安》是一首極簡化原聲創作的鄉村歌曲。歌詞描述了卡卡家人對於喬安之死的看法。樂評人稱讚了卡卡的演唱部分以及個人化、極簡本質的創作。在《喬安》成爲單曲之前，其在法國和英國的榜單排在較后的名次。音樂錄影帶與歌曲的鋼琴版本共同發行，該片延續了專輯之前錄影帶中鬆散的故事情節。卡卡曾在第60屆葛萊美獎和喬安世界巡迴演唱會演唱此曲，並在2017年紀錄片《卡卡：五呎二吋》中出現。

## 背景與製作過程

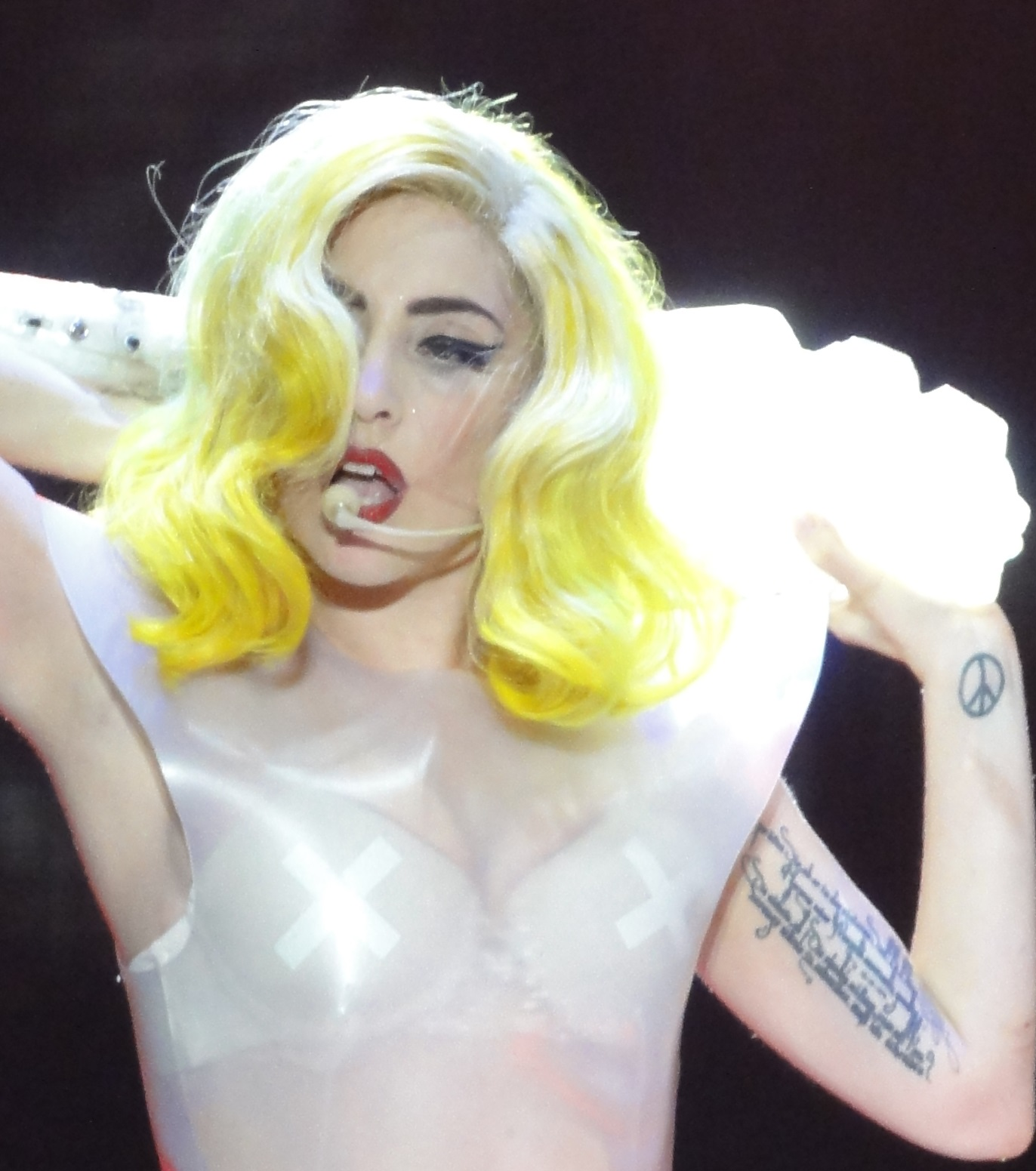
卡卡左上臂的刺青刺著萊納·瑪利亞·里爾克的詩句，而中間則是她阿姨的死亡日期。

女神卡卡去世的阿姨喬安·潔曼諾塔（Joanne Germanotta）對她的演唱生涯和事業有著重大的影響。卡卡將她阿姨未完成的詩放在首張專輯的内頁中。她曾于2014年與托尼·班內特製作其第四張錄音室專輯《爵對經典》時，受到她阿姨的影響而創作了歌曲《天堂》（Paradise），但這首歌曲並沒有在專輯中出現。2016年，當卡卡製作第五張錄音室專輯《喬安》時，她與製作人馬克·朗森在香格里拉工作室（Shangri-La Studios）共同創作第一首歌曲，而專輯的其他歌曲也在該工作室製作。卡卡稱歌曲為「整張專輯的真心和靈魂」，並强調喬安的死對其和家人有很大的影響。
喬安在19歲時因患有自體免疫疾病的狼瘡產生併發症而死去。卡卡在接受訪問時透露喬安因受到性侵使狼瘡變得更複雜，而這些併發症是讓她死去的主因。這件事影響了整個潔曼諾塔家族，而卡卡認為悲傷從來沒有離開過。創作《喬安》可以幫助卡卡去處理父親失去姐姐的痛苦。在非主流酒吧巡迴演唱會的紐約場時，卡卡補充道，儘管《喬安》和這首歌曲與她的家人有關，但她希望歌曲能感染一些失去親人的人。

## 錄製與創作
《喬安》是一首原聲鄉村謠曲。AllMusic的史蒂芬·托馬斯·艾爾維恩稱其是向桃莉·巴頓1973年的歌曲《喬琳》「眨眼睛」。在接受Beats 1贊恩·洛的訪問時，卡卡透露只錄製一次就通過了。《喬安》是4/4拍創作的中慢板速度歌曲，為每分鐘74拍。歌曲以G大調創作，卡卡演唱這首歌曲時的音域在E3到D5之間。《喬安》在正歌和副歌的和弦進程分別為G–D–C–G–D–C和C–D–Em–C–C/B–Am7–D。歌曲的專輯版本時長3分18秒，而鋼琴版本時長4分39秒。
《喬安》作為專輯的第三首歌曲，也是整體節奏第一次放緩。歌曲以極簡創作，卡卡的歌唱部分伴隨著原聲吉他。她演唱時使用了不同的聲區，並添加打擊樂器的聲音使歌曲聽起來像搖籃曲。《告示牌》的安德魯·翁特貝格爾（Andrew Unterberger）指出歌詞是以第一人稱向喬安致敬，但是對於阿姨逝去的語境則來自於卡卡家人的觀點。
《喬安》由卡卡和朗森共同創作和製作，而BloodPop也參與製作。戴夫·羅素（Dave Russell）和約書亞·布萊爾在加州馬里布的香格里拉工作室錄製歌曲，而大衛·科弗爾（David Covell）和約翰尼·布里克（Johnnie Burik）協助錄製。賈斯丁·史密斯（Justin Smith）和布萊爾在加州柏本克的粉紅鴨工作室（Pink Duck Studios）執行額外錄製工作。湯姆·埃尔姆赫斯特（Tom Elmhirst）在紐約的電子淑女工作室完成《喬安》的混音工程，而喬·維斯亞諾（Joe Visciano）和布蘭登·波斯特（Brandon Bost）負責協助。湯姆·科因（Tom Coyne）和蘭迪·美林（Randy Merrill）在紐約的英鎊之聲工作室（Sterling Sound Studios）製作母帶。《喬安》包含了一些樂器演奏，由朗森演奏貝斯、吉他、鍵盤和美樂特朗弦樂器，由BloodPop演奏節奏音軌，由哈珀·賽門（Harper Simon）演奏原聲吉他，由卡卡演奏打擊樂器。

## 專業樂評
《滾石》的羅布·雪菲爾稱《喬安》是一首「令人感動的搖曲」，而「迪斯科和華麗風格的全部痕跡」都被她那「在吉他弦上誇張地吱吱作響的撥弦聲」給緩和了。《新音樂快遞》的艾米莉·麥凱（Emily Mackay）寫道這是一首「美妙、簡單美麗的離別歌曲，比卡卡之前的歌曲更加溫柔化地令人動情，並展示了充滿感染力的力量，而不是以强烈聲音所帶出的力量。」《偏鋒》的薩爾·欽克馬尼（Sal Cinquemani）與專輯其他謠曲相比，給了《喬安》正面評價，並稱歌曲「擁有極美的記憶點和較平心靜氣的演唱方式。」Idolator的派翠克·布朗（Patrick Brown）說：「卡卡在專輯發行前經常宣揚《喬安》絕對是『真實和個人化』美感的最佳例子，歌曲充滿了優美的吉他彈奏，以及可以說是她最棒的演唱部分。」《娛樂週刊》的馬克·史奈提格（Marc Snetiker）說這是「卡卡這幾年來最令人產生好感和原創的謠曲」。
《每日電訊報》的尼爾·麥克科米克（Neil McCormich）稱歌曲「十分美麗」，並說其「以粗魯的直率演唱，强調生活在有清晰目的環境的抒情主題」。《華盛頓時報》的珊迪·科恩（Sandy Cohen）說道「儘管卡卡的歌唱如此有影響力，但專輯的同名歌曲依舊恰當地溫柔。以原聲吉他和簡單的弦樂伴奏，這樣最終為歌曲增添了永恆的感覺」。《愛爾蘭時報》的勞倫斯·馬克金（Laurence Mackin）稱其是一首「美麗動人的吉他謠曲」，並說道「它除去了塑膠流行樂的盔甲，並透露了她更加堅强、鮮少出現的一面」。在負面評價中，《紐約時報》的喬恩·卡拉馬尼卡寫道「同名歌曲的特色是呈現了最差的演唱方式－聽到她如何把母聲變平，並以一種易接近的方式呈現－但是去依靠的話依舊站不住脚」。

## 音樂錄影帶
2018年1月24日，卡卡在推特透露她將會發行音樂錄影帶和歌曲的鋼琴版本。兩日後，該片在網路上首映，並延續了專輯《喬安》之前音樂錄影帶中鬆散的故事情節。它夾雜了黑白和顔色鏡頭，展示卡卡在彈奏樂器、戶外閑逛、與朋友共玩桌球，以及獨自在森林漫步。影片開頭講明誰是喬安，而在結尾展示了她生日和逝去的鏡頭。

## 現場演出與媒體使用

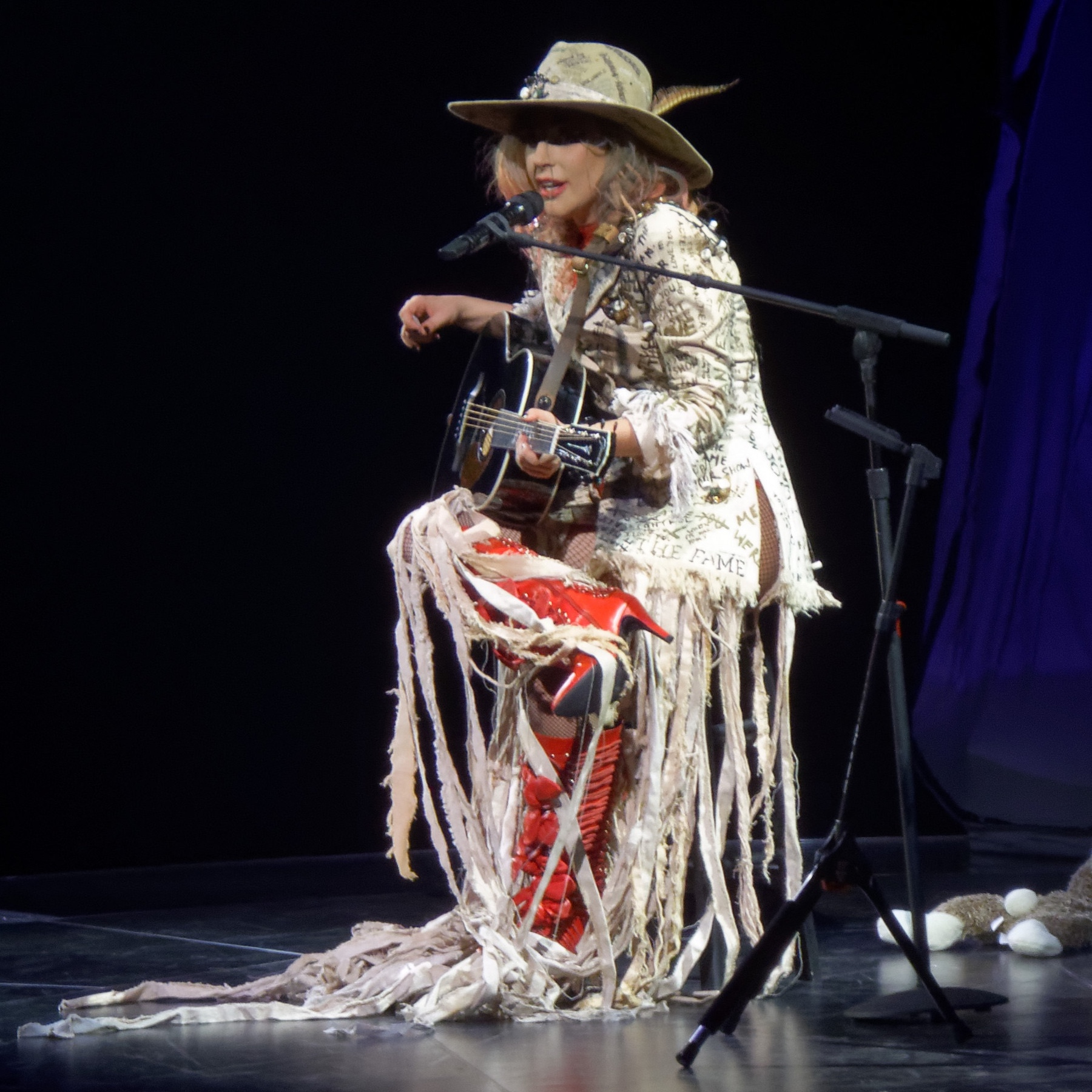
2017年，卡卡在喬安世界巡迴演唱會演出歌曲時彈奏吉他

2016年10月21日，《喬安》首次出現在公共場合中，在一段15秒的百威廣告中，卡卡在非主流酒吧跳舞並演唱歌曲。在推廣她即將在美國非主流酒吧巡迴三場的非主流酒吧巡迴演唱會廣告中，該曲在片中播放。歌曲的下一場演出則是在日本電視節目《NEWS ZERO》。歌曲也包含在卡卡的喬安世界巡迴演唱會，她坐著表演歌曲並彈奏刻有「喬安」字樣的吉他。在演出的過程中，卡卡穿著流蘇外套和佩戴寬邊帽。《艾德蒙頓報》的湯姆·穆雷（Tom Murray）說歌曲是「整場表演那毫無掩飾、情感充沛的核心部分」。
卡卡在第60屆葛萊美獎演唱《喬安》和《百萬個理由》。當她在舞台上演奏鋼琴時，朗森演奏吉他。這些樂器以巨大、裝飾華美的天使翅膀覆蓋著。在表演之前，她專門將歌曲獻給死去的阿姨，並說：「即使你無法理解，但這是為了愛和同情心。」《E！新聞》的凡妮莎·傑克森（Vanessa Jackson）寫道「女神卡卡在表演時，總能找到一個方法引起全場鼓掌」，並稱演出「具有力量和令人心碎」。《時人》的瑪利亞·帕斯基尼（Maria Pasquini）認為《喬安》的演出「令人内心澎拜」。
《喬安》也出現在紀錄片《卡卡：五呎二吋》，該片記錄了同名專輯的錄製以及她的生活。在其中一幕中，卡卡和父親去療養院探訪奶奶，所以她可以去聽關於喬安的歌曲。卡卡的父親「仍無法抵抗情緒，（並）在探訪期間走出房間」，而她的奶奶安慰她的這首歌曲「做對了」。《大西洋》的斯賓塞·孔哈伯（Spencer Kornhaber）認為這是「整部紀錄片中最令人難忘的一幕」。《告示牌》的邦妮·謝恩貝里（Bonnie Stiernberg）說道「這部電影在關鍵性的一幕中昇華至巔峰」，稱其「一個近距離的單鏡頭拍攝，從卡卡的奶奶移動至父親再到卡卡，而她的手機播放著她的歌曲」。《好萊塢報道》的萊斯利·赫爾佩爾林（Leslie Helperin）稱這一幕「極具吸引力」，並補充道「（卡卡的）奶奶在所有情緒化的誇張法看起來有點抗拒，並强調過去的損失在現在已經變得很大了」。

## 曲目列表
- 數位下載 – 專輯版本[13]

1. 《喬安》 – 3:16

- 數位下載 – 鋼琴版本[14]

1. 《喬安 (你想你要去何方?)》 – 4:39

## 參與人員
人員名單來自《喬安》的專輯内頁。

### 管理
- 錄製－香格里拉工作室（加州馬里布）和粉紅鴨工作室（加州）
- 混音－電子淑女工作室（紐約州紐約）
- 母帶－英鎊之聲工作室（紐約州紐約）
- 出版－索尼/聯合電視音樂出版、卡卡之屋出版（BMI）和Imagem CV/策利希之歌出版（BMI）（由Imagem CV管理全球的策利希之歌出版）

### 人員名單
- 女神卡卡 – 詞曲創作、聲樂、製作人、打擊樂
- 馬克·朗森 – 詞曲創作、製作人、貝斯、吉他、鍵盤、美樂特朗
- BloodPop –  製作人、鍵盤、節奏音軌
- 哈珀·賽門 – 吉他
- 戴夫·羅素 – 錄製
- 約書亞·布萊爾 – 錄製
- 賈斯丁·史密斯 – 錄製
- 大衛·「松鼠」·科弗爾 – 協助錄製
- 約翰尼·布里克 – 協助錄製
- 湯姆·埃爾姆赫斯特 – 混音
- 喬·維斯亞諾 – 協助混音
- 布蘭登·波斯特 – 協助混音
- 湯姆·科因 – 製作母帶
- 蘭迪·美林 – 製作母帶

### 鋼琴版本
- 女神卡卡 – 詞曲創作、聲樂、製作人
- 馬克·朗森 – 詞曲創作
- 保羅·「DJ白色影子」·布萊爾（英语：Joshua Blair） – 製作人
- 尼克·蒙森（英语：Nick Monson） – 製作人
- 馬克·諾蘭爵士 – 製作人、鋼琴
- 本傑明·赖斯 – 混音

## 榜單成績
| 排行榜（2016至2018年）                    | 最高 排名 |
| ----------------------------------------- | --------- |
| 加拿大（《告示牌》數位歌曲榜）            | 48        |
| 法国（法國唱片出版業公會單曲榜）          | 45        |
| 希臘（國際唱片業協會榜）                  | 82        |
| 匈牙利（四十強單曲榜）                    | 10        |
| 蘇格蘭（官方榜单公司單曲榜）              | 58        |
| 西班牙（西班牙音樂製作協會）              | 14        |
| 英國（官方榜單公司單曲榜）                | 154       |
| 美國（《告示牌》Billboard Digital Songs） | 50        |

## 發行歷史
| 國家   | 日期           | 形式         | 版本     | 廠牌        | 參考   |
| ------ | -------------- | ------------ | -------- | ----------- | ------ |
| 意大利 | 2017年12月22日 | 當代流行電台 | 專輯版本 | 環球唱片    | [ 1 ]  |
| 全球   | 2018年1月26日  | 數位下載     | 鋼琴版本 | 新視鏡 環球 | [ 14 ] |